# Cupressàcies
Les cupressàcies (Cupressaceae) són una família de coníferes de l'ordre de les pinals. Està distribuïda per pràcticament totes les terres del món, amb espècies que, entre les llenyoses, arriben a les latituds més extremes dels continents (71º Nord a Noruega, 55º Sud a Xile) i a les majors altituds (5.200 m al Tibet). També pertanyen a aquesta família les espècies de major biomassa (Sequoiadendron), que només estan superades en alçada per alguns Eucalyptus.
Són arbres o arbusts quasi sempre de fulla persistent. Atenyen alçades que varien d'1 a 112 metres. Normalment, són individus de sexualitat monoica i rarament dioica. Les fulles estan disposades en espiral en parells o en verticils, segons el gènere. Fructifiquen normalment en estructures llenyoses que són, en canvi, carnoses en el gènere Juniperus.

## Taxonomia
N'hi ha 25 gèneres en 152 espècies. La família Cupressaceae està dividida en set subfamílies basades en anàlisis genètiques:
- Cunninghamioideae: Cunninghamia
- Athrotaxidoideae: Athrotaxis
- Taiwanioideae: Taiwania
- Sequoioideae: Sequoia, Sequoiadendron, Metasequoia
- Taxodioideae: Taxodium, Glyptostrobus, Cryptomeria
- Callitroideae: Callitris, Widdringtonia, Diselma, Fitzroya, Austrocedrus, Libocedrus, Pilgerodendron, Papuacedrus
- Cupressoideae: Thuja, Thujopsis, Chamaecyparis, Calocedrus, Tetraclinis, Microbiota, Platycladus, Callitropsis, Cupressus, Juniperus